# Bagan
Bagan, antigament Pagan, formalment anomenat Arimaddanapura ('la ciutat de la trituradora enemiga'), i també coneguda per Tambadipa ('la terra de coure') o Tassadessa ('la terra resseca'), fou l'antiga capital de diversos regnes antics a Myanmar. Està situat a les planes centrals seques del país, a la riba oriental del riu Irauadi, a 145 km al sud-oest de Mandalay. A l'entorn del que fou l'antiga capital vivien encara el 1901 fins a 6.254 persones, en part al poble de Nyaungu, el més proper. La Zona Arqueològica de Bagan és un dels princials atractius de la naixent indústria turística del país.

## Història
La primera capital en aquest lloc fou fundada al segle ii, prop del poble de Taungye, i va portar el nom de Pugama. Més tard, van seguir altres capitals anomenades Thiripyitsaya i Tampawadi, al costat del primer emplaçament; finalment, una nova capital de nom Pagan es va fundar vers el 847. Segons les cròniques birmanes, Bagan va ser fundada al segle II dC i fortificada el 849 dC pel rei Pyinbya, 34è successor del fundador dels primers Bagan. Tanmateix, les tesis amb major suport a l'àmbit acadèmic sostenen que Bagan va ser fundada a mitjans del segle ix pels mranma (birmans), que recentment havien entrat a la vall d'Irrawaddy des del regne de Nanzhao. Va estar entre diverses ciutats-estats de Pyu competidores fins a finals del segle x, quan l'assentament birmà va créixer amb autoritat i grandesa.
L'Imperi Pagà es va esfondrar el 1287 a causa de les reiterades invasions mongoles (1277-1301). Investigacions recents mostren que els exèrcits mongols potser no arribaren a la ciutat i que, fins i tot si ho van fer, els danys que van causar van ser probablement mínims. Tot i això, el dany ja s'havia fet. La ciutat, que antigament tenia una població d'entre 50.000 i 200.000 persones, havia quedat reduïda a un petit poble, per no recuperar mai la seua preeminència. La ciutat va deixar formalment de ser la capital de Birmània el desembre de 1297 quan el Regne Myinsaing es va convertir en la nova potència de l'alta Birmania. Les restes de muralles i edificis encara es poden veure al lloc anomenat Bagan o vella Pagan. La capital estava guardada per quatre muralles concèntriques, cadascuna amb 12 portes; una rasa la protegia per nord, sud i est mentre a l'oest estava protegida per l'Irauadi; la desforestació durant segles, en gran part per a construcció i manteniment de les pagodes, va causar la disminució de les pluges.
Bagan va sobreviure fins al segle xv com a assentament humà, i com a destinació de pelegrinatge durant tot el període imperial. Un número menor de monuments religiosos "nous i impressionants" encara van arribar fins a mitjans del segle xv, però després, les noves construccions de temples van disminuir fins a reduir-se amb menys de 200 temples construïts entre els segles XV i XX. L'antiga capital va romandre com a destí de pelegrinatge, però el pelegrinatge només es va centrar en "una vintena" de temples més destacats d'entre milers, com l'Ananda, el Shwezigon, el Sulamani, el Htilominlo, el Dhammayazika i alguns altres temples al llarg d'un camí antic. La resta, milers de temples menys famosos i fora del camí, van caure en mal estat i la majoria no van sobreviure al pas del temps.
El 1826, fou escenari d'una batalla entre anglesos i patriotes birmans, que foren derrotats per aquells. Al llarg de 12 km, centenars de pagodes i stupas de maó estucat s'estenen per la planura, a la vora del riu Irauadi i de la jungla invasora.
Aquest indret extraordinari, d'amplitud comparable a Angkor, ha estat diverses vegades devastat per terratrèmols. Disposicions turístiques inapropiades (autopista, terrenys de golf, torre d'observació) no varen permetre la seva inscripció com a Patrimoni de la Humanitat de la UNESCO fins a l'any 2019. El Comité del Patrimoni Mundial, reunit a Bakú, va inscriure el 6 de julio de 2019 a Bagan com a nou lloc cultural a la Llista del Patrimoni Mundial.
En l'època de la seva esplendor (1044-1287), la capital del primer Imperi birmà tenia almenys mig-milió d'habitants, de religió budista. Totes les construccions civils, que eren de fusta, han desaparegut.
El temple de Thatbyinnyu és el més alt (67 m) i un dels més ben conservats de Pagan. Cada petit santuari dominat d'una stupa (campanar) conté una relíquia sagrada. Consagrat el 1144 pel rei Alaungsithu (†1167), aquest temple és sempre en activitat. Allotja, a més a més de nombroses estàtues del Buda, una biblioteca de valor inestimable.
Aviat, al matí, els fidels dipositen aliments per als bonzes en gerros negres situats a aquest efecte davant les estàtues del Buda, niades a les muralles de la vella Pagan. D'altres prefereixen que els monjos vagin a buscar les ofrenes a casa seva.
Malmès per l'edat i els terratrèmols, el temple de Godopalin ha estat reconstruït. Però n'és una excepció. Les rares restauracions són més sovint efectuades pels habitants. Birmània és massa pobra per a mantenir els seus monuments.
Entre els centenars de santuaris, hi ha la pagoda Bupaya, el temple Manuha, el temple Nanpaya, la pagoda Shwezigon, la pagoda Nagayon, el temple d'Ananda, la pagoda Shwegugyi, el temple Sulamani, i les pagodes Damayazika i Mahabawdi. Pyu Saw Ti, tercer rei de Pagan, és considerat el fundador de la Bupaya, una de les més destacades: la Manuha (2 km al sud), l'hauria construït un rei de Thaton, portat captiu a Pagan per Anawrata, el rei birmà més famós, i inclou una gran estàtua de Buda. La Nanpaya, al seu costat, té diverses escultures magnífiques de pedra. La pagoda Shwezigon està a Nyaungu, és daurada i inclou diverses inscripcions importants; fou iniciada per Anawrata i acabada el 1090 pel seu fill Kyansittha. La de Nagayon, la van construir arquitectes indis el 1064 i serví com a model del temple d'Ananda, fundat el 1090. La de Shwegugyi, la va fundar Alaungsithu, net de Kyansittha, el 1141, sobre el model de la cambra de dormir de Buda. La de Sulamani està a uns 6 km al sud-oest de Nyangu, similar al temple de Thatbyinnyu; al seu costat, les pagodes de Godopalin o Gawdawpalin i Damayazika, foren construïdes per Narapadasithu (1167-1204). El seu successor Nandaungmya Min va construir la pagoda de Mahabawdi sobre el model del temple de Buda Gaya a Bengala.
A la zona arqueològica, l'antiga capital de Birmània no és més que un tranquil llogaret que es dedica sobretot a les activitats tradicionals. Nyaungu va arribar a ser municipalitat, però fou suprimida el 1903 i reduïda a un comitè urbà de tres membres.
Per ser proper el budisme de l'animisme que el va precedir, es troba a Birmània aquesta simbiosi en les festes populars. Així, es pot veure a Pagan un ballarí disfressat de Nat, geni benèfic, conjurar els esperits malèfics que venen a enterbolir els mortals. Igualment, els presentadors de marionetes recorren el país contant llegendes fantàstiques d'un passat molt llunyà.